# Al-Riqqa
al-Riqqa (arabiska: اَلرِّقَّة), även transkriberat ar-Riqqa, är ett distrikt (mintaqa) i Kuwait. Det ligger i provinsen al-Ahmadi, i den sydöstra delen av landet, 27 km söder om huvudstaden Kuwait. al-Riqqa ligger 45 meter över havet och antalet invånare var 52 068 år 2012. Närmaste större samhälle är al-Ahmadi, 8 km söder om al-Riqqa.